# Ulysses Grant
Ulysses S. Grant (ur. 27 kwietnia 1822 w Point Pleasant, zm. 23 lipca 1885 w Mount McGregor) – amerykański generał, 18. prezydent Stanów Zjednoczonych (1869–1877).

## Młodość i edukacja
Ulysses Grant urodził się 27 kwietnia 1822 w Point Pleasant, jako syn Jesse Granta i jego żony Hannah Simpson. Przy narodzinach nadano mu imiona Hiram Ulysses Grant, jednak on sam zamienił sobie w dzieciństwie kolejność imion, by uniknąć akronimu HUG (ang. hug – ściskać, przytulać). Grant był najstarszy z sześciorga rodzeństwa. Kiedy miał niespełna rok jego rodzina przeniosła się do Georgetown.
Dzięki wstawiennictwu ojca u kongresmena Thomasa Lyona Hamera z Ohio, Ulyssesowi umożliwiono podjęcie nauki w Akademii Wojskowej West Point. Hamer, wypełniając podanie o przyjęcie kadeta, błędnie wpisał w danych osobowych "U.S. Grant", co Grant pozostawił sobie do końca życia. Pomimo że przyszły prezydent nie przepadał za musztrą i dyscypliną wojskową, począwszy od 1 lipca 1839 spędził równe cztery lata w akademii. W 1842 roku otrzymał stopień sierżanta.

## Kariera wojskowa
Po ukończeniu West Point Grant został przydzielony do oddziału w Saint Louis w stopniu podporucznika. Następnie służył w Nowym Orleanie i Teksasie, a potem pod rozkazami generała Zachary’ego Taylora brał udział w wojnie z Meksykiem. Uczestniczył m.in. w bitwach pod Monterey, Chapultepec i Meksykiem, awansował wtedy na porucznika. W 1852 roku Grant został przeniesiony do Kalifornii, a rok później otrzymał stopień kapitana. Będąc daleko od rodziny, zaczął spożywać nadmierne ilości alkoholu, co zostało wykorzystane przez, skonfliktowanego z nim, pułkownika Roberta Buchanana. Zagroził on Grantowi, że albo poda się do dymisji, albo zostanie postawiony przed sądem wojskowym. Grant, który nie przepadał za armią, odszedł ze służby i na wiosnę 1855 zaczął prowadzić życie rolnika.
Przez kilka lat zajmował się rolą i robił nieduże interesy, które jednak kończyły się niepowodzeniem. Z tego powodu musiał podejmować pracę u swoich młodszych braci. Pomimo że był demokratą, wsparł Lincolna po jego zwycięstwie i na apel prezydenta postanowił powrócić do czynnej służby wojskowej. Dzięki wstawiennictwu kongresmena Elihu Washburne’a u gubernatora Illinois Richarda Yatesa Grant został mianowany dowódcą oddziału, mającego stacjonować w Missouri. W lecie 1861 roku został jednogłośnie mianowany generałem brygady. W lutym 1862 roku podległe mu siły rzeczne zdobyły Fort Henry, a Grant z wojskami zmusił do kapitulacji Fort Donelson, wchodząc tym samym do pierwszego szeregu dowódców Unii. Jego żądanie bezwarunkowej kapitulacji fortu przyniosło mu przydomek „Bezwarunkowa kapitulacja” (ang. Unconditional Surrender, zbieżny z jego inicjałami U.S.). Prezydent Lincoln promował następnie Granta na stopień generała majora. Bitwa pod Shiloh w kwietniu tego samego roku była jednym z najkrwawszych starć tej wojny. Grantowi nie powiodło się tak dobrze, jak poprzednio i na przełomie 1862/63 pojawiły się żądania jego dymisji. Prezydent Lincoln odpowiedział wtedy: Nie mogę wyrzucić tego człowieka – on walczy. Latem 1863 roku Grant zwyciężył w bataliach pod Memphis, Vicksburg oraz Port Hudson. Na jesieni przeprowadzona ofensywa doprowadziła do zwycięstwa wojsk Unii pod Chattanoogą i wyparcia Konfederatów z Tennessee, a Grantowi – przyznanie Złotego Medalu Kongresu i stanowiska głównodowodzącego wojsk Unii (17 grudnia 1863). Inni generałowie, zarzucając generałowi alkoholizm, zwrócili się z interwencją do prezydenta. Lincoln całkowicie poparł działania Granta, twierdząc że sam zaopatrzyłby innych dowódców w alkohol, gdyby tylko byli tak sprawni jak Grant. Generał wygrał także bitwy pod Petersburgiem i Richmond, a w Appomattox przyjął kapitulację generała Roberta Lee. Zapewnił żołnierzy konfederackich, że nie będzie ich aresztował ani sądził, a także wydał im racje żywnościowe z własnych zapasów. Wiosną 1864 roku Kongres przywrócił stopień generała-porucznika (ostatnio posiadany przez George’a Washingtona) i Lincoln awansował Granta do tego stopnia, powierzając mu równocześnie funkcję naczelnego dowódcy.
15 kwietnia 1865 roku, kiedy dokonano zamachu na Lincolna, Grant miał przyjąć zaproszenie do loży prezydenckiej w teatrze, jednak na prośbę swojej żony odmówił. Następny prezydent Andrew Johnson traktował Granta jako potencjalnego rywala w wyborach prezydenckich w 1868 roku. Zgodził się wprawdzie objąć stanowisko pełniącego obowiązki sekretarza wojny, w miejsce odwołanego Edwina Stantona, ale zaraz się z tego wycofał, twierdząc, że nie chce się wdawać w spór na linii prezydent–Kongres. Przed wyborami Grant otrzymał propozycję nominacji prezydenckiej zarówno od Demokratów, jak i od Republikanów. Zgodził się kandydować z ramienia republikanów, wraz z Schuylerem Colfaxem. Grant zwyciężył w głosowaniu powszechnym i w Kolegium Elektorów, gdzie uzyskał 214 głosów (ok. 73%), wobec 80 głosów (ok. 27%) dla kandydata demokratów Horatio Seymoura.

## Prezydentura
Obejmując urząd prezydenta, Grant podkreślił, że chce jak najszybciej wprowadzić XV poprawkę do Konstytucji, umożliwiającą głosowanie czarnoskórym mieszkańcom. Chciał także szybkiego odbudowania Południa i spłacenia długu wojennego, wynoszącego 400 milionów dolarów. Historycy amerykańscy zgodnie uważają gabinet Granta za jeden z najbardziej skorumpowanych i niekompetentnych w historii. Ludzie, których powołał, nie mieli odpowiednich kwalifikacji i otrzymali stanowiska dzięki znajomości i kontaktom z Grantem. Sekretarzem stanu został na początku kongresmen, który pomógł Grantowi dostać się do West Point – Elihu Washburne. Krótko potem został zastąpiony przez Hamiltona Fisha. Sekretarzem wojny został generał John Schotfield, którego zastąpił przyjaciel Granta, generał John Rawlins. Stanowisko sekretarza skarbu natomiast objął Alexander Stewart, zastąpiony z czasem przez George’a Boutwella. Zdaniem historyków skład rządu Granta został powołany na skutek podziału łupów politycznych i korupcji. Wymienia się m.in. nazwiska Jamesa Fiska i Jaya Goulda, którzy lobbowali u prezydenta o nieingerowanie w interesy spekulantów złota. Ponadto ich współpracownikami byli szwagier prezydenta Able Corbinem oraz skarbnik Nowego Jorku, powołany przez Granta, generał Daniel Butterfield. Dzięki takim koneksjom Fisk i Gould znali zamiary rządu i dorobili się fortuny. Gdy cała sprawa została upubliczniona przez nowojorskiego dziennikarza, prezydent zalecił szwagrowi, by nie kontaktował się więcej z biznesmenami, a sam nakazał wypuścić na rynek część rezerw kapitałowych złota, co znacznie obniżyło jego wartość.
Głównym problemem pierwszej kadencji prezydenta była odbudowa Południa. Postawa prezydenta, zmierzająca do przyznania czarnoskórym mieszkańcom praw wyborczych i swobód obywatelskich, spowodowała ostre protesty i bunty, a także nasilenie działalności Ku Klux Klanu. W odpowiedzi na to Grant za zgodą Senatu wprowadził stan wojenny wszędzie tam, gdzie wymagała tego sytuacja.
W zakresie polityki międzynarodowej Grant usilnie zabiegał o zakup bądź aneksję Santo Domingo. W lipcu 1869 roku wysłał tam generała Orville’a Babcocka, który, nie mając odpowiednich uprawnień, zawarł porozumienie, mówiące o aneksji Santo Domingo w zamian za pokrycie długów w wysokości 1,5 miliona dolarów i zakup zatoki Samaná za 2 miliony. Ponieważ generał nie miał oficjalnych upoważnień, Hamilton Fish nakazał renegocjację układu. Tym razem Dominikana miała się stać nowym stanem USA (na co jej mieszkańcy wyrazili zgodę w referendum), a zatoka Samaná miała zostać wydzierżawiona na 99 lat. Porozumienie w imieniu Babcocka podpisał pracownik konsulatu amerykańskiego 29 listopada 1869 roku. Zabiegając o ratyfikację Senatu, prezydent spotykał się osobiście z wieloma senatorami, a 10 stycznia przedłożył stosowny projekt. Mimo licznych wysiłków 30 czerwca Izba Wyższa odrzuciła propozycję aneksji Dominikany, a nad kwestią dzierżawy zatoki wcale nie głosowała.
Pod koniec pierwszej kadencji Granta na Kubie wybuchła wojna dziesięcioletnia przeciw Hiszpanii (w 1868). Amerykańska opinia publiczna solidaryzowała się z ruchem wyzwoleńczym i domagała się wsparcia militarnego od rządu. Sekretarz stanu proponował mediację, jednak prezydent postanowił ogłosić neutralność Stanów Zjednoczonych, co miało być odwetem za podobne działanie Hiszpanii wobec Konfederacji w czasie wojny secesyjnej. Hamilton Fish odmówił ogłoszenia takiego stanowiska, a wkrótce potem zmarł sekretarz wojny, główny zwolennik neutralności USA wobec sytuacji na Kubie. Z tego powodu prezydent złagodził swoje stanowisko, co było krytykowane przez społeczeństwo amerykańskie. Mimo tego projekt rezolucji trafił do Kongresu na początku 1870 roku. Hamilton Fish, obawiając się wojny z Hiszpanią, nakłonił prezydenta, by wystąpił z orędziem sprzeciwiającym się takiej uchwale. Grant wygłosił przemówienie, dzięki czemu 16 czerwca Kongres odrzucił rezolucję. W 1873 roku stosunki amerykańsko-hiszpańskie uległy znacznemu pogorszeniu, kiedy okręt amerykański, wspierający ruch niepodległościowy, został zatrzymany przez Hiszpanów (tzw. incydent Virginius). 50 członków załogi zostało rozstrzelanych, a reszta aresztowana. Dzięki negocjacjom sekretarza stanu udało się uniknąć zerwania stosunków dyplomatycznych i konfliktu zbrojnego, a Hiszpania zapłaciła 80 tys. dolarów odszkodowania i zwróciła statek.
W 1872 roku Grant ubiegał się o reelekcję. Pomimo że opinia publiczna i władze Partii Republikańskiej zdawali sobie sprawę z korupcji i alkoholizmu prezydenta, otrzymał on nominację już w pierwszym głosowaniu. Tuż przed wyborami ujawniono kolejny skandal korupcyjny – kongresmen Oakes Ames rozdawał akcje spółek kolejowych Union Pacific Railroad oraz Credit Mobilier, w obawie przed upublicznieniem przez Kongres malwersacji finansowych w obu towarzystwach. Beneficjentami tych prezentów byli m.in. prezydent Grant, wiceprezydenci Schuyler Colfax i Henry Wilson, członkowie rządu, a także James Garfield. Mimo to Grant w kampanii wyborczej został przedstawiony jako mąż stanu, który przywrócił jedność kraju. Część działaczy, która nie zgadzała się z tą nominacją, utworzyła Liberalną Partię Republikańską i na konwencji w Cincinnati wysunęła kandydaturę dziennikarza i działacza społecznego Horace’a Greeleya. Greeley otrzymał także nominację Partii Demokratycznej. Grant zwyciężył w głosowaniu powszechnym i uzyskał 286 głosów w Kolegium Elektorów (ok. 81%). Ponieważ Greeley zmarł trzy tygodnie po wyborach, 66 elektorów, którzy zamierzali na niego zagłosować, oddało głosy na innych kandydatów.
Grant podjął także kroki zmierzające do aneksji Hawajów. Wznowił negocjacje prowadzone w jego imieniu przez Hamiltona Fisha, któremu udało się podpisać układ handlowy z klauzulą zapewniającą, że wyspy nie zostaną przekazane żadnego innemu mocarstwu. Na bazie tego układu w 1873 roku Grant wysłał na Hawaje generała Schofielda, by ten znalazł odpowiednie miejsce na bazę marynarki wojennej. Generał zalecił prezydentowi wybór Pearl Harbor.
Kiedy w Europie wybuchła wojna francusko-pruska, w społeczeństwie amerykańskim, jak i Izbie Reprezentantów dominowały nastroje propruskie. Otto von Bismarck liczył na wsparcie Stanów Zjednoczonych, lecz Hamilton Fish zapewniał o neutralności wobec obu stron walczących. Napoleon III miał podstawy wątpić w te deklaracje, ponieważ oficjalne ogłoszenie neutralności nastąpiło dopiero 22 sierpnia 1870 roku, czyli ponad miesiąc od początku konfliktu. Prezydent Grant wyraził jednak zdanie, że Francja nie powinna być zdziwiona nastrojami amerykańskiej opinii publicznej, która pamiętała wrogie działania francuskie podczas wojny secesyjnej i wojny amerykańsko-meksykańskiej. Pomimo neutralności prawo amerykańskie zezwalało na handel bronią prywatnym firmom, dzięki czemu znacznie się one wzbogaciły. Po zwycięstwie Prus Grant szybko uznał system republikański wprowadzony we Francji. Pomimo licznych próśb ze strony Francji prezydent odmawiał stanowiska mediatora z Prusami.
W 1875 na jaw wyszedł skandal zwany „Whiskey Ring”. Producenci alkoholu i urzędnicy Departamentu Skarbu czerpali nielegalne zyski z nieopodatkowanego alkoholu, które następnie częściowo zatrzymywali, a resztę przekazywali na fundusze Partii Republikańskiej. Grant był informowany o sytuacji, jednak nie podjął żadnych kroków. Sprawę ujawnił sekretarz skarbu Benjamin Bristow, który oświadczył, że szef grupy Whiskey Ring, John McDonald, wręczył łapówkę sekretarzowi prezydenta Oriville’owi Babcockowi, aby wstrzymać dochodzenie. Chociaż Babcock został oskarżony i skazany, Grant nadal utrzymywał, że jest on niewinny. Izba Reprezentantów oskarżyła o łapownictwo również sekretarza wojny Williama W. Belknapa, którego jednak uniewinnił Senat, w którym Republikanie mieli większość.
Pod koniec kadencji pojawiły się głosy, by Grant ubiegał się o trzecią kadencję. Prezydent początkowo był przychylny tej propozycji, jednak Izba Niższa Kongresu stosunkiem głosów 234:18 uznała, że taki precedens byłby zagrożeniem dla wolnych instytucji. Na konwencji Partii Republikańskiej w Chicago otrzymał największą ilość głosów w pierwszym głosowaniu, jednak niewystarczającą do uzyskania nominacji. Ostatecznie w 36. głosowaniu nominację uzyskał James Garfield.

## Emerytura i śmierć
Po ustąpieniu z fotela prezydenckiego w 1877 roku Grant udał się w dwuletnią podróż dookoła świata. Po powrocie, w 1880 roku ponownie chciano nakłonić go do kandydowania w wyborach prezydenckich.
Dwa lata później Grant dowiedział się, że choruje na raka gardła. 2 kwietnia 1885 roku przyjął chrzest w obrządku metodystycznym. Zmarł 23 lipca tego samego roku w Mount McGregor.

## Życie prywatne
Grant poznał swoją przyszłą żonę, Julię Dent, córkę żołnierza i plantatora, w 1843 roku. Ich ślub odbył się 22 sierpnia 1848 w Saint Louis, a zaraz potem oboje zamieszkali w Detroit. Para miała trzech synów i córkę.